# Abbie Hern
Abbie Hern (Pontypridd, Gales, 9 de febrero de 1997) es una actriz británica. Conocida por sus interpretaciones en The Twilight Zone (2020), The Pact (2021) y Enola Holmes 2 (2022).

## Biografía
Abbie Louise Davies nació 9 de febrero de 1997 en Pontypridd, Gales (Reino Unido) y creció en Pontypool. En 2017, decidió cambiarse su apellido por el de su padrastro, Hern. Antes de iniciar su carrera actoral, estudió actuación en la Real Escuela Galesa de Música y Teatro.
Su primer papel en un producción audiovisual fue en el año 2020 cuando protagonizó el episodio «Nuevos caminos» (Among the Untrodden) de The Twilight Zone, que se basa en la serie de terror original del mismo nombre de Rod Serling. Posteriormente, en 2021, trabajó en los seis episodios de la serie británica de la BBC One The Pact. Al año siguiente, en 2022, interpretó el papel de Mary Bone en dos episodios de la sexta temporada de la serie Peaky Blinders. Ese mismo año hizo su debut en la gran pantalla en la película de Netflix Enola Holmes 2 donde interpretó el personaje de Mae una trabajadora de una fábrica de cerillas y bailarina en el Teatro Paragon, que termina involucradose en una conspiración política.
En 2024, apareció en la serie de televisión de Amazon Prime, My Lady Jane, adaptación de la novela del mismo título de los autores Cynthia Hand, Brodi Ashton y Jodi Meadows sobre la vida muy ficticia de Lady Jane Grey. La producción de la serie comenzó en agosto en Londres.

## Filmografía
| Año  | Título                    | Papel     | Notas                                           | Ref.          |
| ---- | ------------------------- | --------- | ----------------------------------------------- | ------------- |
| 2020 | The Twilight Zone         | Madison   | Episodio «Nuevos caminos» (Among the Untrodden) | [ 5 ]         |
| 2020 | Through the Looking Glass | The Carer | Cortometraje                                    |               |
| 2021 | The Boy Who Stole God     | Isabella  | Cortometraje                                    |               |
| 2021 | Don Rodolfo               | Margarita | Cortometraje                                    | [ 12 ]        |
| 2021 | The Pact                  | Tish      | 6 episodios                                     | [ 7 ]         |
| 2022 | Peaky Blinders            | Mary Bone | 2 episodiosː «Sapphire» y «The Road to Hell»    |               |
| 2022 | Enola Holmes 2            | Mae       | Película original de Netflix                    | [ 8 ]         |
| 2024 | My Lady Jane              | Bess      | Serie original de Amazon Video; 7 episodios     | [ 11 ] [ 10 ] |